# کونزدورف
کونزدورف (به لوکزامبورگی: Konsdref) یک شهرداری در استان اشترناخ کشور لوکزامبورگ است که ۲۵٫۷۲ کیلومترمربع مساحت دارد و جمعیت آن در سال ۲۰۰۹ میلادی ۱۷۴۸ نفر بوده‌است.